# ببرماهی غول‌پیکر
ببرماهی غول‌پیکر (نام علمی: Hydrocynus goliath) که با نام‌های ببرماهی جالوت و بنگا نیز شناخته می‌شود، یک ماهی آب شیرین بسیار بزرگ و درنده آفریقایی از خانواده تتراهای آفریقایی است.
این ماهی با دندان‌های درشت و هیکل عضلانی یک شکارچی قهار و بی‌رحم است که به‌طور متوسط تا ۱٫۵ متر (۴٫۹ فوت) و تا وزن ۵۰ کیلوگرم (۱۱۰ پوند) رشد می‌کند. دندان‌های آن در شیارهای مشخصی در امتداد فک‌هایش قرار می‌گیرند. به‌طور متوسط هر یک از دندان‌های آن می‌تواند تا ۱ اینچ (۲٫۵ سانتیمتر) رشد کند، به گفته جرمی وید، زیست‌شناس و مجری تلویزیونی. بزرگ‌ترین نمونه صید و ثبت شده از این گونه ۱۵۴ پوند (۷۰ کیلوگرم) وزن داشت.

## رژیم غذایی
همان‌گونه که از ظاهر آن پیداست یک گونه شکارچی ماهیخوار است و از هر نوع ماهی که بتواند بر آن غلبه کند تغذیه می‌کند، ببرماهی غول‌پیکر یک ماهی همنوع خوار است.

## تعامل با انسان
در حوضه رود کنگو موارد متعددی از حمله این ماهی به انسان گزارش شده است. این شهرت، همراه با قدرت آن، جایگاهی تقریباً افسانه‌ای در میان ماهیگیران برای این شکارچی ارمغان آورده است و از آن به عنوان «بزرگ‌ترین ماهی شکار آب شیرین در جهان» یاد می‌شود.